# 33e régiment des commandos parachutistes
Pour les articles homonymes, voir 33e régiment.
La 33e régiment des commandos parachutistes (33e RCP) est un régiment d'infanterie parachutiste des forces armées maliennes dont il est considéré depuis l'indépendance comme l'unité d'élite. Ses 800 membres sont plus connus sous le nom de « bérets rouges ».

## Histoire

### Indépendance
Le premier saut d'un militaire malien a lieu le 5 septembre 1961, peu après l'indépendance. Les forces armées maliennes comptent initialement une compagnie parachutiste. Les 1re et 2e compagnies parachutistes sont regroupées pour former le 1er bataillon des commandos parachutistes le 1er janvier 1974. 

### présidence de Moussa Traoré
Sous la présidence du général Moussa Traoré, le régiment devient la garde prétorienne du régime.
Toutefois, le régiment suit son chef, le colonel Amadou Toumani Touré (ATT), qui opére le coup d'État de 1991 au Mali mettant fin à la dictature.

### Régime d'ATT (2005-2012)

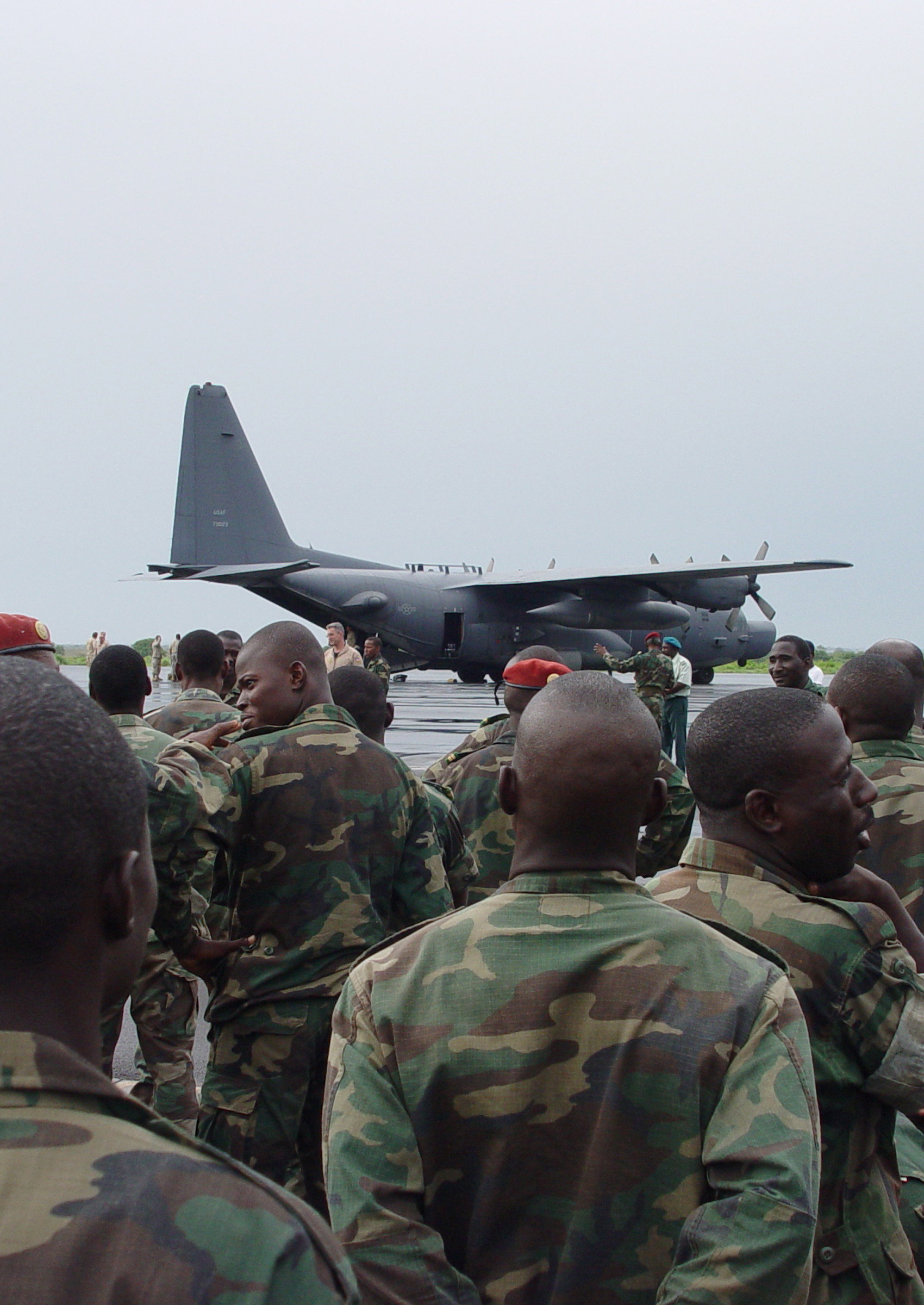
Des parachutistes du régiment avant un saut depuis un avion de l'USAF en 2006.

Le régiment devient chargé de la sécurité du président ATT à partir de son élection en 2002. Les soldats du régiment alternent 2 semestres en protection présidentielle, 1 semestre au Nord et un semestre de repos.
Avant 2012, le régiment pouvait projeter le Détachement Forces Spéciales, soit une quarantaine de soldats sélectionnés dans chaque compagnie pour leurs qualités. Entre 2010 et janvier 2012, ce noyau de soldat sert de base à l'entrainement d'une Compagnie de Forces Spéciales (la 335e compagnie) par le 10th Special Forces Group (en) américain.

### Pendant le coup d'État et le début de la guerre du Mali (2012)
Un groupement constitué des 333e et 335e compagnies participe aux phases initiales de la guerre contre la rébellion touarègue de 2012, notamment la reprise de Ménaka puis les opérations de secours vers Tessalit sous les ordres du colonel Gamou. Même si l'armée malienne est défaite par les rebelles du MNLA au cours de cette phase, le groupement tactique du 33e RCP a une conduite tactique excellente.
Lors du coup d'État du 21 mars 2012 au Mali, les soldats du 33e RCP affectés à la défense de la présidence se replient rapidement face aux putschistes. Après le coup, l'armée malienne abandonne Gao et quitte le Nord. Les unités bérets rouges qui se replient à Bamako sont désarmées, contrairement aux autres soldats.
Face aux brimades des Bérets verts du CNRDRE, une centaine de bérets rouges tentent un contre-coup d'état le 30 avril 2012, menés par le colonel Abidine Guindo, l’aide de camp d’Amadou Toumani Touré. Pendant deux jours, Bérets rouges et Bérets verts du CNRDRE s’affrontent dans les rues de Bamako.Les ex-putschistes prennent l'avantage sur les parachutistes dans la nuit du 30 avril au 1er mai et mettent à sac le camp de Djicoroni. Une vingtaine de bérets rouges sont exécutés.
Le colonel Sanogo et son état-major décident ensuite de démanteler le 33e RCP en éparpillant ses soldats dans les différents corps de l’armée.
En janvier 2013, les djihadistes maliens tentent d'envahir le sud du pays. Malgré leurs demandes pour rejoindre le Nord aux côtés des soldats français de l'opération Serval, il est prévu que les Bérets rouges soient dispersés dans les différentes unités maliennes. Le 1er février 2013, le camp de Djicoroni, où restaient 800 soldats qui refusent le démantèlement du régiment, est investi par les forces armées maliennes. Après une médiation menée par le président Dioncounda Traoré et le Premier ministre Diango Cissoko auprès de la hiérarchie militaire, ordre est donné de remettre sur pied le 33e RCP pour le faire « monter » dans le Nord car les autorités de transition maliennes tiennent à ce que leurs soldats participent à la reconquête du pays aux côtés des forces françaises et internationales. Un premier détachement de plusieurs centaines de Bérets rouges est constitué. Il prend part à plusieurs opérations et établit sa base à Gao.

### Guerre du Mali
Lorsque l'armée malienne tente de reprendre Kidal au MNLA le 21 mai 2014, 600 bérets rouges du 33e RCP sont engagés en première ligne lors de la bataille de Kidal, soutenus par les bérets verts des bataillons formés par l'EUTM Mali. L'opération malienne semble initialement réussir mais la contre-attaque des rebelles met en fuite les Bérets verts. Isolés, les Bérets rouges sont les derniers à céder mais subissent les plus lourdes pertes.
En avril 2017, les parachutistes maliens effectuent un saut pour la première fois depuis 2011, grâce aux aviateurs belges de l'EUTM Mali. À partir de décembre 2017, le régiment déploie une compagnie au sein du G5 Sahel. En octobre 2019, la compagnie parachutiste mise à disposition du G5 Sahel est anéantie lors de l'attaque de Boulikessi.
Aujourd’hui, un détachement du 33e RCP est toujours basé à Gao et participe à des opérations antiterroristes, l’escorte de convois logistiques ou encore la protection de hautes personnalités en déplacement dans le Nord. Ils dirigent aussi le Centre national d’entraînement commando (Cenec) près de la capitale mais n’ont plus la charge de la sécurité présidentielle, confiée à la Garde nationale.
En 2022, le 33e régiment de commandos parachutistes est impliqué dans le massacre de Moura. Le 25 mai 2023, les États-Unis imposent des sanctions contre son commandant, le colonel Moustaph Sangaré,,.
En juillet 2024, des soldats du régiment sont mis en cause dans une affaire de « cannibalisme », l'Armée malienne réagissant en condamnant ces « atrocités » et en ordonnant une enquête. 

## Organisation
Basé dans le camp militaire Djicoroni Para, le régiment est constitué de cinq compagnies :
- 331e compagnie des commandos parachutistes[27];
- 332e compagnie des commandos parachutistes[8];
- 333e compagnie des commandos parachutistes[11],[27];
- 334e compagnie des commandos - instruction de la troupe aéroportée[27];
- 335e compagnie des forces spéciales, créée à partir de 2009 et numérotée en 2011[28].

## Commandants du régiment

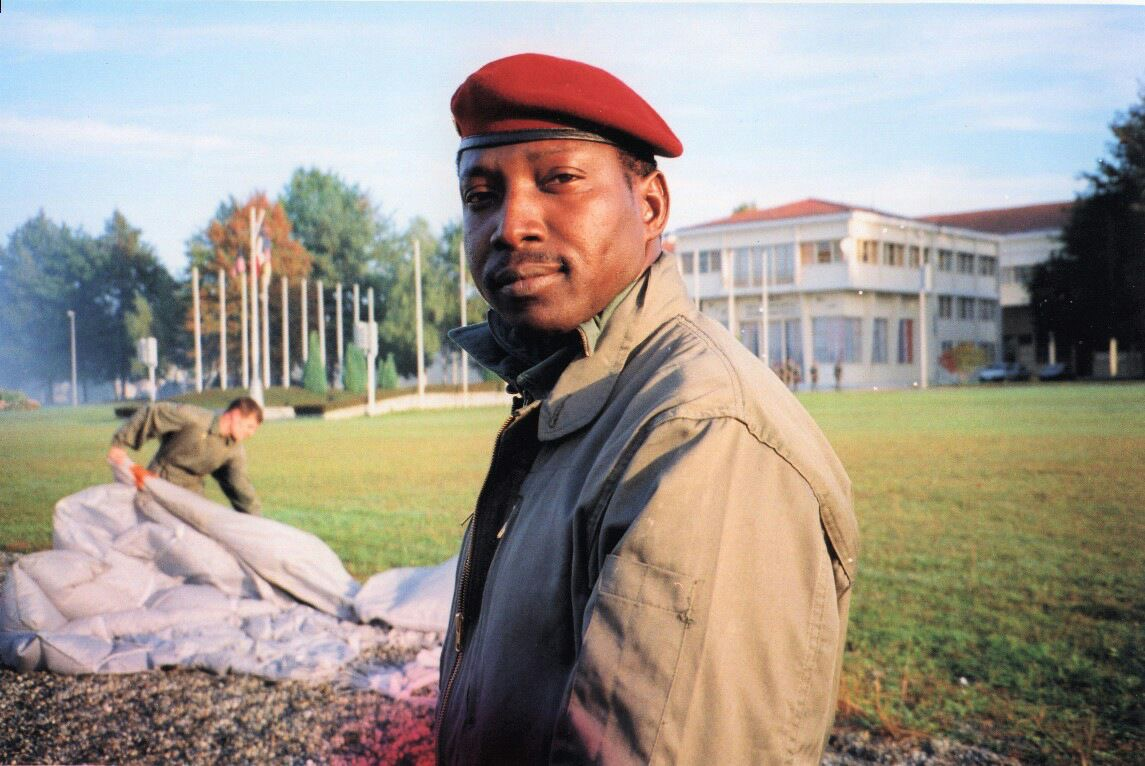
Fatogoma Sountoura, commandant du régiment à partir de la fin 1993.

| Dates du oommandement | Nom du commandant                                  | Référence |
| --------------------- | -------------------------------------------------- | --------- |
|                       | Général Kafougouna Koné                            |           |
|                       | Colonel Ousmane Maïga                              |           |
|                       | Colonel Moussa Konné                               |           |
| 1984 - ?              | Lieutenant-colonel Amadou Toumani Touré            |           |
| ?                     | Commandant Chaka Konné                             |           |
| 1991                  | Lieutenant-colonel Amadou Toumani Touré            | [ 6 ]     |
| 1993 - ?              | Colonel Fatogoma Sountoura                         | [ 29 ]    |
| ?                     | Colonel Eloï Togo                                  |           |
| ?                     | Colonel Ould Issa                                  |           |
| 2002 - 2012           | Colonel Abidine Guindo                             | ,         |
| 2013 - ?              | Colonel Youssouf Oumar Traoré                      | [ 32 ]    |
| ? - 2018              | Commandant Attaher A. Maïga                        | [ 33 ]    |
| 2018 - 2019           | Lieutenant-colonel Moussa Issiaka Ongoïba          | [ 33 ]    |
| 2019 - 2023           | Lieutenant-colonel (puis colonel) Moustaph Sangaré | ,         |
| 2023 -                | Lieutenant-colonel Mahamadou Kéïta                 | [ 35 ]    |

### Autres personnalités ayant servi dans le régiment
- Soungalo Samaké, capitaine au RCP au service du président Traoré ;
- Mahamane Touré, ancien chef d’État-major de l'armée de terre malienne ;
- Kéba Sangaré, chef d’État-major de l'armée de terre malienne[36].

## Uniformes et équipement
Les soldats du régiment possèdent un uniforme particulier, notamment un béret pourpre, d'où leur surnom de bérets rouges.
Les commandos parachutistes sont assez bien équipés en armement, possédant divers types de Kalachnikovs, des mitrailleuses PK et PKM, des lance-roquettes RPG-7, des mortiers de 82 mm et des canons sans recul SPG-9. Jusqu'en 2012, le régiment possédait quatre blindés BRDM-2.